# Alan’s Psychedelic Breakfast
Alan’s Psychedelic Breakfast – trzyczęściowy utwór instrumentalny z 1970 roku brytyjskiej grupy Pink Floyd, który wydany został na albumie studyjnym Atom Heart Mother (1970).

## Charakterystyka utworu
Utwór zawiera tło nagrane przez członków zespołu Pink Floyd oraz komentarze i odgłosy przygotowywania śniadania przez Alana Stilesa, technika obsługi zespołu. Oprócz komentarzy Stilesa w kompozycji wyraźnie słychać dźwięki zapalania kuchenki, smażenia boczku, przygotowywania płatków śniadaniowych, głośnego przełykania śliny, popijania wody i mleka oraz głośnego spożywania płatków. Powodują one, że nagranie staje się utworem koncepcyjnym.
Dzieło kończy się odgłosem kapiącej wody – Stiles pozmywał po śniadaniu i nie dokręcił kranu. Na pierwszych wytłoczonych płytach wydania brytyjskiego dźwięki spadających kropli nagrano też na ostatnim rowku płyty, więc odtwarzane są w nieskończoność. Inne wydania, nawet z tego samego roku (i CD), pozbawione są tego efektu.

## Części utworu
1. „Rise and Shine” (pobudka, wstawaj) – składa się z pianina, organów, gitary hawajskiej, cymbałów i gitary elektrycznej puszczonej przez głośnik Leslie
2. „Sunny Side Up” (jajko sadzone) – został napisany i wykonany w całości przez Davida Gilmoura na dwóch gitarach akustycznych i jednej hawajskiej
3. „Morning Glory” (poranna chwała) – wykonany przez cały zespół; centralnym instrumentem jest trzykrotnie overdubbingowane pianino Ricka Wrighta (po jednym razie na lewym, środkowym i prawym kanale); ponadto fragment zawiera wyraźnie słyszalną linię basu, gitary elektrycznej, organów Hammonda i dwukrotnie zoverdubbingowanej przez Nicka Masona perkusji

## Wykonawcy
- David Gilmour – gitara hawajska, gitara akustyczna, gitara elektryczna
- Roger Waters – efekty taśmowe, kolaż taśm, gitara basowa
- Richard Wright – pianino, organy
- Nick Mason – perkusja, kolaż taśm, dodatkowa inżynieria

oraz:
- Alan Stiles – głos, efekty dźwiękowe